# Educazione ai media
L'educazione ai media, espressione entrata in uso con lo sviluppo tecnologico dei mezzi di comunicazione di massa, è la formazione delle capacità di utilizzare opportunamente i mezzi di comunicazione di massa. Non va quindi confusa con l'educazione con i media, generalmente indicata con l'espressione "didattica tecnologica" o "tecnologie didattiche", laddove i mezzi di comunicazione sono considerati semplicemente in prospettiva strumentale.
La competenza mediale (media literacy) che dovrebbero raggiungere gli utenti include diverse dimensioni che - secondo il pedagogista tedesco Dieter Baacke - possono essere riassunte così:
- critica dei mezzi di comunicazione di massa: l'utente deve essere in grado di riflettere sui contenuti e di analizzarli criticamente, riconoscendo anche i pericoli delle nuove tecnologie di comunicazione;
- mediologia: conoscenza dei vari sistemi di comunicazione di massa, della tecnologia delle comunicazioni;
- capacità di uso: si intende la capacità ricettiva di un utente, quella di poter trarre profitto dai contenuti dei mezzi di comunicazione di massa;
- capacità di creazione mediatica: poter quindi creare innovazioni e sviluppi nel sistema mediatico.

In prospettiva pedagogico-didattica, Felini considera schematicamente tre grandi tipologie di interventi da realizzare nei contesti formativi, atti a raggiungere obiettivi paragonabili a quelli menzionati:
- educazione ai media come educazione alla comprensione del sistema mediale e dei suoi messaggi: l'industria, le tecnologie, le strategie commerciali o le culture veicolate (orientamento rivolto alla formazione di conoscenze);
- educazione ai media come educazione alla fruizione consapevole e corretta degli strumenti del comunicare, con la serietà necessaria quando si opera in un contesto pubblico quale è quello mediale (orientamento rivolto alla formazione di abitudini responsabili);
- educazione ai media come educazione alla produzione e diffusione di messaggi originali nei diversi formati della medialità (orientamento rivolto all'affinamento delle capacità espressive e alla formazione di abilità).

## Storia dell'educazione ai media
L'educazione ai media nasce negli anni settanta, nel periodo della diffusione dei media di massa, che originariamente non richiedevano determinate competenze specifiche, e per questo destavano preoccupazione. L'educazione ai media è strettamente collegata alle scienze dell'educazione e della comunicazione che considerano i media una risorsa integrale per un intervento nel processo formativo di insegnamento-apprendimento. L'educazione ai media è un campo di ricerca interdisciplinare orientata a più direzioni:
- educare con i media, è usare strumenti documentari a supporto della didattica;
- educare ai media, in cui si tende alla promozione del pensiero critico sui contenuti mediali, e si concentra sull'uso corretto di essi, in modo tale che si possa fare un uso corretto e responsabile di questi media;
- educare attraverso i media, tendenza a rendere i media utilizzati trasversali alle altre discipline del curricolo;
- educare per i media, significa sviluppare competenze di scrittura mediale, si educa all'espressività e all'uso linguistico corretto dei media.

In Italia, la prima associazione ad occuparsene è stata il MED - Associazione Italiana per l'Educazione ai Media e alla Comunicazione. Il MED nasce nel 1996 per volontà di un gruppo di docenti universitari, professionisti dei media, insegnanti ed educatori, si occupa di formazione e ricerca nell’ambito dell'educazione ai media. Come recita l’art. 2 del suo Statuto, il MED si ispira ai valori della persona, del dialogo e della solidarietà, e privilegia le strategie dell’educazione e della formazione, proponendosi come scopi:
- adoperarsi per il collegamento di coloro che sono sensibili al problema dell’educazione ai media dei giovani e degli adulti, come pure di coloro che si impegnano per una nuova qualità della comunicazione, rispettosa della dignità della persona e aperta alla solidarietà;
- promuovere la formazione e l’aggiornamento dei media educators e degli animatori della comunicazione e della cultura;
- promuovere lo studio della comunicazione e dei media in funzione educativa; la sperimentazione di curricoli di media education nelle scuole; la progettazione e la verifica di metodi di media education nelle famiglie e nelle comunità;
- favorire momenti di confronto e di ricerca per la promozione di un’informazione corretta e democratica, in grado di attivare negli utenti una competente coscienza critica di fronte alla complessità del contesto socio-culturale attuale;
- promuovere un’attenzione critica verso le strutture sociali dei media, e i condizionamenti economici e politici dalla comunicazione, intervenendo nella sfera pubblica con iniziative opportune come dibattiti, convegni, attività editoriali, interventi sulla stampa.

Tra le altre attività di promozione del MED si possono menzionare tre premi dedicati ad altrettanti illustri soci fondatori del MED:
- il Premio MED “Roberto Giannatelli”, dedicato alle migliori tesi di Laurea e di Dottorato sui temi della Media Education;
- il Premio MED “Cesare Scurati”, dedicato alle esperienze didattiche e sul territorio di Media Education;
- il premio MED “CarloTagliabue”, dedicato ai migliori video prodotti dalle scuole.

Il MED ha partecipato a numerosi progetti di ricerca e formazione su fondi nazionali ed europei. Attualmente è partner del progetto SCATTI (bando Nuove Generazioni della Fondazione Con i Bambini). Tra i progetti europei: OnAir-European Media Education Project (progetto di formazione degli insegnanti nel campo delle tecnologie didattiche); Energy Bits Video Challenge (promozione delle energie rinnovabili attraverso processi di educazione ai media); GAMEPADDLE (progetto di lotta al disagio sociale di adolescenti attraverso i videogames). Altri progetti sono stati fatti in collaborazione con: ILO (Organizzazione internazionale del lavoro): La musica contro lo sfruttamento del lavoro minorile; con il Corecom e l’Ufficio Scolastico Regionale Abruzzo: Mediucation (formazione degli insegnanti e sperimentazione in classe sull’uso sicuro della rete); con l’Ufficio Scolastico Regionale e l’Università di Palermo: Un animatore digitale in ogni scuola siciliana (formazione degli animatori digitali e sperimentazione in classe sull’uso delle tecnologie didattiche); con l’Associazione Inventare Insieme: PRISMA: Giovani protagonisti di sé e del territorio.

## Ruolo dell'educazione ai media nella società
Nel contesto socioculturale odierno, influenzato dai media e dalla comunicazione, l'educazione ai media è diventata una parte essenziale dell'istruzione e della formazione. L'obbiettivo è far sviluppare un pensiero critico che porti a una cittadinanza digitale attiva e consapevole. Le evoluzioni tecnologiche e dei mezzi di comunicazione digitali hanno subito trasformazioni significative nel corso del tempo, passando da mezzi tradizionali, come la stampa, la radio e la televisione ad internet. Tale rivoluzione digitale ha reso i media accessibili a livello globale e ha amplificato enormemente le possibilità di creare, distribuire e condividere contenuti sui social media.
L'educazione ai media è un ambito delle scienze dell’educazione che consiste nel produrre riflessioni e strategie operative, sia pratiche che teoriche, sui media digitali, intesi sia come parte integrante del sistema formativo, che come oggetto di ricerca e dibattito culturale.

### Superare la dicotomia tra opportunità e rischi
Oggi i media rappresentano uno strumento potente e valido per la comunicazione, l'apprendimento e l'espressione creativa. Le piattaforme online offrono la possibilità di connettersi con individui in tutto il mondo, di accedere a una vasta gamma di conoscenze e di partecipare attivamente alla produzione di contenuti: i media svolgono un ruolo fondamentale nella società e questo ruolo consiste nella trasmissione delle conoscenze, ma non si limitano ad una semplice fruizione di trasmissione dei contenuti, essi partecipano attivamente a questo processo condizionandolo. Ignorare queste dinamiche sistemiche sottostanti alle piattaforme plasmerà degli individui incapaci di riconoscere il vero ruolo e le vere relazioni di potere delle piattaforme e delle società che le possiedono, dei cittadini incapaci di agire attivamente nella società, condizionabili e deboli.

## Educazione ai media a scuola
I media necessitano di un processo di alfabetizzazione, pertanto occorre promuovere competenze per leggere e scrivere i media (media literacy). Inoltre gli studenti vanno supportati in modo tale che possano sviluppare un pensiero critico e responsabile rispetto ai media (media awareness). Date queste premesse, i media hanno bisogno di un loro spazio nella scuola: qualcuno sostiene si debbano integrare in un curricolo disciplinare in cui la ME  viene insegnata come singola disciplina da insegnanti specializzati e preparati; il rischio si è la delega degli altri docenti nei confronti della materia; altri sostengono l'attuazione di un curricolo trasversale, in cui la ME viene presa in considerazione da tutti i docenti e in cui ogni disciplina prende in carico temi legati ai media. 
Inoltre l'educazione ai media può favorire i processi relativi alla didattica a distanza (DaD), la didattica integrata (DI) e prevedere gli andamenti delle future tecnologie che influenzeranno il comparto educativo.
La diffusione delle piattaforme digitali ha portato a una trasformazione radicale della società e di conseguenza dell'istruzione pubblica sollevando interrogativi sul concetto stesso di bene comune e sui valori basilari dell'istruzione. Questa evoluzione presenta una serie di sfide e opportunità, evidenziando l'importanza della datificazione, della personalizzazione e della protezione dei valori pubblici. Le multinazionali tecnologiche giocano un ruolo centrale in questo contesto, con implicazioni ideologiche inevitabili legate alla piattaformizzazione.
Data l'importanza crescente dei media nella società contemporanea, è fondamentale includere l'educazione ai media nei curricoli scolastici. Integrare l'educazione ai media nelle scuole direttamente nel curriculum scolastico è cruciale per preparare gli studenti ad essere cittadini informati e responsabili nella società contemporanea sempre più interconnessa e digitale. Insegnare ai giovani come navigare e fare ricerche in modo critico e consapevole attraverso il panorama mediatico, per esempio, è essenziale per sviluppare competenze di cittadinanza digitale e promuovere una partecipazione informata nella società.
Per potenziare le competenze nell'educazione ai media e alla comunicazione nelle scuole, è importante adottare diverse strategie integrate e collaborative tra diversi protagonisti istituzionali, dalle scuole pubbliche alle famiglie, senza dimenticare gli ambienti informali.

### Strategie pedagogiche per l'educazione ai media
Questo può essere realizzato aggiungendo specifici corsi dedicati o moduli all'interno delle materie esistenti. Gli studenti devono essere esposti a concetti e strumenti che favoriscano la comprensione sistematica dei media moderni. L’educazione si riferisce alla formazione delle capacità di utilizzare in modo critico e consapevole i mezzi di comunicazione di massa: questo campo si concentra su come i giovani possono sviluppare una comprensione  del mondo digitale e sviluppare un pensiero critico attraverso l'analisi di categorie specifiche:
- Linguaggio dei media - Come si creano significati attraverso i media digitali.[4]
- La rappresentazione dei media - Come viene rappresentato il mondo e che conseguenze ha sul pubblico di riferimento.[4]
- La produzione di contenuti multimediali - Analizzare quali tipi di tecnologie vengono utilizzate per produrre e distribuire i prodotti digitali.[4]
- Il pubblico - Come i media orientano il pubblico e per quale motivo.[4]

### Ruolo delle famiglie nell'educazione ai media
I media sono parte fondamentale della quotidianità di ogni famiglia, pertanto anche i genitori devono partecipare attivamente all'educazione corretta ai media dei loro figli e figlie, soprattutto a partire dai più piccoli.
L'obbiettivo è un corretto utilizzo dei media digitali: con delle regole precise e coerenti, facendoli divertire, ma anche riflettere, insegnando loro a sfruttare questi potenti strumenti con i giusti tempi, aiutandoli a far sorgere domande su come e perché stiano utilizzando questi spazi virtuali, per incentivare a utilizzare tutte le risorse a loro disposizione senza demonizzare né essere troppo protezionistici. Offrire workshop e risorse per aiutare i genitori a sostenere l'apprendimento dei loro figli sui media può amplificare l'impatto dell'educazione mediatica.

## La formazione degli insegnanti all'educazione ai media

### Esempi di formazione efficace
Un altro aspetto chiave è la formazione degli insegnanti: è importante offrire programmi di sviluppo professionale incentrati sull'alfabetizzazione ai media, come il corso di studio LM-93 (Teorie e metodologie dell'e-learning e della media education) presente sul territorio nazionale; In questo modo gli insegnanti possono acquisire le competenze e le conoscenze necessarie per guidare gli studenti attraverso il complesso mondo dei media. Un'altra strategia è l'uso efficace di strumenti tecnologici: l'integrazione di software e piattaforme digitali può rendere più accessibile e coinvolgente l'apprendimento sui media, consentendo agli studenti di esplorare attivamente e direttamente la produzione e la distribuzione dei contenuti.
Infine valutare regolarmente l'efficacia dei programmi di alfabetizzazione digitale (Media Literacy) e apportare miglioramenti in base ai feedback degli studenti e degli insegnanti: solo il monitoraggio costante può assicurare che le strategie siano efficaci e che gli studenti sviluppino le competenze necessarie nel mondo sempre più complesso dei media contemporanei.